# Ielena Välbe
Ielena Välbe, nascuda Ielena Trubítsina (en rus: Елена Валерьевна Вяльбе o Елена Трубицына) (Magadan, Unió Soviètica 1968) és una esquiadora de fons russa que competí a la dècada del 1990. És considerada una de les millors esquiadores de fons de la història.

## Biografia
Va néixer el 20 d'abril de 1968 a la ciutat de Magadan, població situada en aquells moments a la Unió Soviètica i que avui en dia forma part de la Federació Russa.

## Carrera esportiva
Va participar en els Jocs Olímpics d'Hivern de 1992 realitzats a Albertville (França) en representació de l'Equip Unificat, aconseguint guanyar 5 medalles: la medalla d'or en la prova de relleus 4x5 km i la medalla de plata en les proves de 5 km, 15 km, 30 km i persecució 5/10 quilòmetres.
En els Jocs Olímpics d'Hivern de 1994 realitzats a Lillehammer (Noruega), i en representació de Rússia, guanyà la medalla d'or en la prova de relleus 4x5 km, a més de finalitzar sisena en els 15 i 30 quilòmetres.
En els Jocs Olímpics d'Hivern de 1998 realitzats a Nagano (Japó) obtingué novament la medalla d'or en els relleus 4x5 km, i finalitzà cinquena en els 30 km i dissetena en els 15 quilòmetres.
En el Campionat del Món d'esquí nòrdic guanyà al llarg de la seva carrera 16 medalles, entre les quals 14 medalles d'or en els 5, 10, 15, 30 km. així com en les proves de relleus 4x5 km i de persecució 5/10 quilòmetres.
Guanyà cinc vegades la Copa del Món d'esquí de fons (1989, 1991, 1992, 1995 i 1997), fou segona tres vegades (1990, 1993 i 1996) i tercera una vegada (1994).

## Vida personal
Es casà amb l'esquiador de fons estonià Urmas Välbe, del qual adoptà el cognom; hi tingué un fill. Després de divorciar-se'n, es casà amb Maxim Dovolnov i tingué dos fills més. Ara viu a l'oblast de Moscou.

## Representació esportiva
El 2021 va ser elegida membre del Consell de la Federació Internacional d'Esquí (FIS), però després que el 2022 donés suport a la invasió russa d'Ucraïna, diverses federacions europees d'esquí es van oposar a la seva participació a les eleccions d'aquell any. Així, la seva candidatura va ser contestada públicament pels representants de Suècia, Polònia i Finlàndia. Els exigus resultats electorals li van comportar la pèrdua del càrrec.